# Peter Kent (musicien)
Pour les articles homonymes, voir Kent (homonymie) et Peter Kent.
Peter Kent, de son vrai nom Peter Hedrich, né le 6 septembre 1948 à Herten, est un chanteur de pop et producteur allemand.

## Carrière
Il commence dans un groupe appelé "Six de conduits". Il part ensuite en tournée en Allemagne dans les comédies musicales Hair, Godspell et Jesus Christ Superstar.
En 1975, comme Ilja Richter (de), il fait partie du groupe "Love Generation" qui, avec le titre Hör’ wieder Radio, finit troisième du concours pour représenter l'Allemagne à l'Eurovision. Ils participent de nouveau au concours l'année suivante avec Thomas Alva Edison.
Fin 1979, Kent commence une carrière solo. Son single It's a Real Good Feeling atteint la première place des ventes en 1980. Il produit le girl group "Optimal" qui comprend C. C. Catch.
Par la suite, il devient le producteur et le compagnon de la chanteuse Luisa Fernandez (de). Ils sortent ensemble les titres Solo por ti, Con esperanza ou La luna lila. Le couple se sépare en 1997.
Toujours comme producteur, il participe au succès de The Sound of Vienna de José Feliciano ou de Bruttosozialprodukt de Geier Sturzflug en 1983. Il découvre Spider Murphy Gang pour qui il coproduit un album.